# NGC 5446
NGC 5446 este o galaxie eliptică situată în constelația Boarul. A fost descoperită în 19 martie 1784 de către William Herschel.